# Calle del Puente de la Muerte y la Vida
La calle del Puente de la Muerte y la Vida es una vía pública de la ciudad española de Segovia. Su recorrido forma parte del trazado del histórico Cordel de Santillana que conecta Segovia y el Puerto de la Fuenfría.

## Descripción
Continuación de la calle de la Muerte y la Vida, esta vía nace tras cruzar aquella la plaza de Somorrostro y, tras discurrir paralela a la de Buitrago, da a parar a la de José Zorrilla a la altura de la plaza de Santa Eulalia. Aparece descrita en Las calles de Segovia (1918) de Mariano Sáez y Romero con las siguientes palabras:

Puente de la Muerte y la Vida.—Es continuación de la calle de Muerte y Vida y llega hasta la de José Zorrilla. Cruza la calle el arroyo Clamores, hoy cubierto, y que hasta hará unos veinte años se cruzaba por un bajo puente llamado del Soldado, que más que puente era uno de los muchos pontones que había en las calles para salvar este arroyo. El nombre, ya se comprende que es compuesto del puente referido y de la inmediata calle de Muerte y Vida. Al entrar en esta calle que reseñamos, se va el trayecto ensanchando, donde últimamente se han levantado algunas casas modernas; subsisten otras con soportales y se han hecho desaparecer algunas viejas e irregulares que allí había.
(Sáez y Romero, 1918, p. 135)